# Elezioni europee del 1984 in Italia
Le elezioni europee del 1984 in Italia si svolsero il 17 giugno 1984. Ebbero una discreta eco politica in quanto furono le elezioni cosiddette del «sorpasso»: il Partito Comunista Italiano, per la prima ed unica volta in un'elezione su base nazionale, si affermò come primo partito, superando la Democrazia Cristiana di circa 130 000 voti, probabilmente sulla scia della recentissima e drammatica morte di Enrico Berlinguer, segretario del PCI.

## Sistema di voto

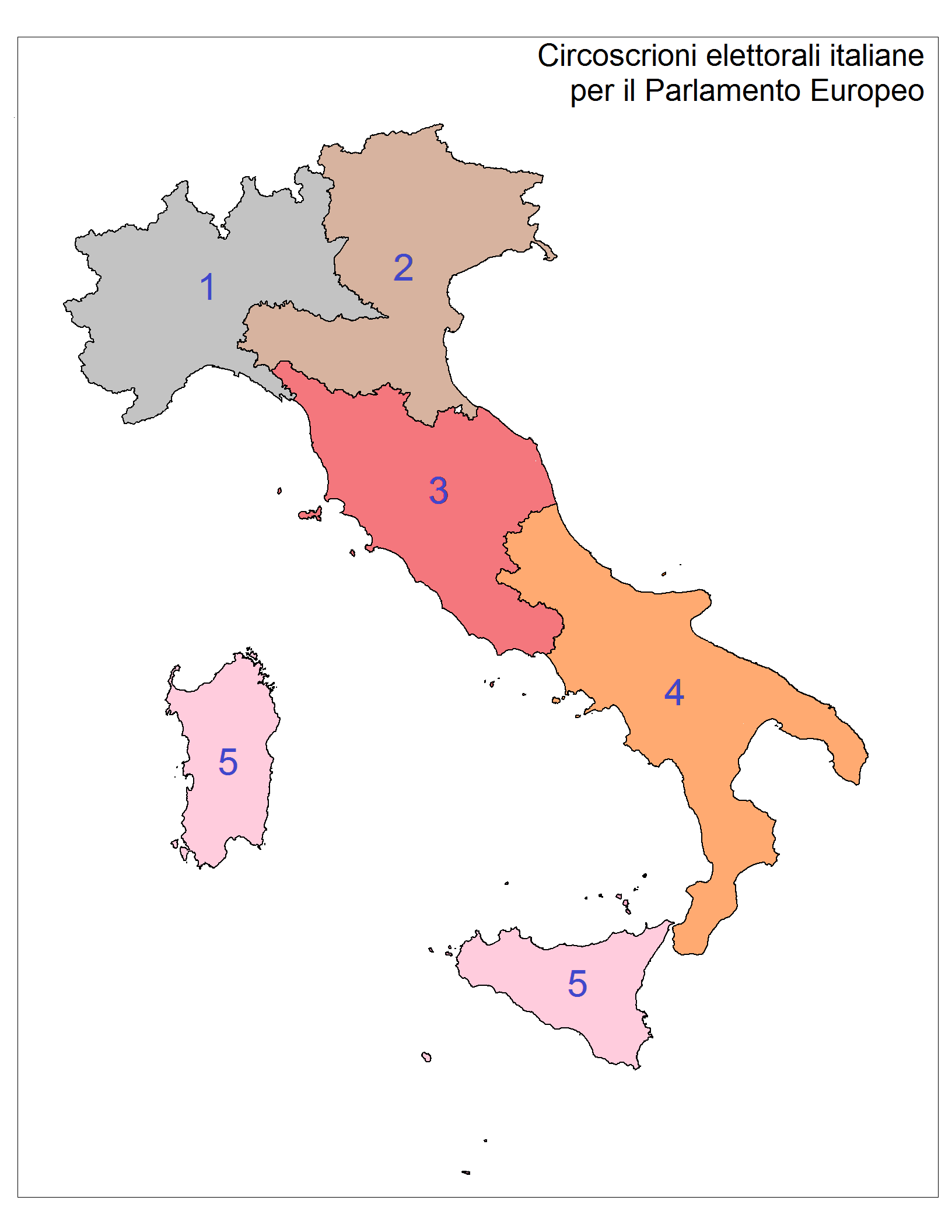
Le circoscrizioni italiane per le elezioni europee del 1984.

Le elezioni europee in Italia del 1984 si tennero con il sistema di voto introdotto con la legge elettorale per l'elezione dei rappresentanti italiani presso il Parlamento europeo deliberata con provvedimento n° 18 del 24 gennaio 1979. Il territorio nazionale italiano era suddiviso in 5 circoscrizioni plurinominali assegnatarie di un numero di seggi variabili a seconda della popolazione ed il complesso delle circoscrizioni elettorali formava il collegio unico nazionale. La ripartizione dei seggi si effettuava dividendo il numero degli abitanti della Repubblica per il numero dei rappresentanti spettante all'Italia nel Parlamento europeo, e distribuendo i seggi in proporzione alla popolazione di ogni circoscrizione, risultante dell'ultimo censimento generale, sulla base dei quozienti interi e dei più alti resti. La legge in oggetto era improntata ad un principio di proporzionalismo.
Il calcolo dei seggi attribuiti ad ogni lista avveniva semplicemente a livello centrale nel collegio unico nazionale, per tramite del metodo Hare-Niemeyer dei quozienti naturali e dei più alti resti. Determinato il numero di seggi spettanti ad ogni partito, gli stessi venivano suddivisi fra le singole liste circoscrizionali con lo stesso principio proporzionale puro: ne consegue il ruolo meramente procedurale delle circoscrizioni, e la possibilità della variazione del numero complessivo dei rappresentanti delle singole ripartizioni.
Per le liste delle minoranze linguistiche era prevista la possibilità di collegamento con una lista di orizzonte nazionale: in tal caso i voti della lista linguistica andavano ad incrementare quelli della lista nazionale, ottenendo uno dei suoi seggi qualora un candidato linguistico ottenesse almeno 50.000 suffragi. Inoltre la legge prevedeva il voto di preferenza plurimo per i candidati della lista: ogni elettore poteva esprimere il proprio gradimento fino a tre candidati, e gli stessi vengono proclamati eletti, nel limite degli scranni ottenuti da ogni lista circoscrizionale, secondo la graduatoria di consensi ottenuta. Si segnala infine che il diritto di voto era consentito anche ai cittadini italiani residenti nelle altre nazioni che partecipavano all'elezione del Parlamento europeo.

### Circoscrizioni
Il territorio nazionale italiano, che assegnava 81 seggi, venne suddiviso in 5 circoscrizioni plurinominali così ripartite:
1. Italia nord-occidentale (Valle d'Aosta, Piemonte, Liguria, Lombardia) - 23 seggi;
2. Italia nord-orientale (Trentino-Alto Adige, Veneto, Friuli-Venezia Giulia, Emilia-Romagna) - 15 seggi;
3. Italia centrale (Toscana, Umbria, Marche, Lazio) - 17 seggi;
4. Italia meridionale (Abruzzo, Molise, Campania, Puglia, Basilicata, Calabria) - 18 seggi;
5. Italia insulare (Sicilia, Sardegna) - 8 seggi.

## Risultati
| Liste                  | Liste | Gruppo                 | Voti       | %     | Seggi   | Differenza | Differenza                  |
| Liste                  | Liste | Gruppo                 | Voti       | %     | Seggi   | %          | Seggi                       |
| ---------------------- | --- | ---------------------- | ---------- | ----- | ------- | ---------- | --------------------------- |
|                        | Partito Comunista Italiano (PCI)1 - Partito Comunista Italiano (PCI) - Partito di Unità Proletaria per il Comunismo (PdUP)                  | COM ARC                | 11 714 428 | 33,33 | 27 26 1 | 3,76       | 3 ·                         |
|                        | Democrazia Cristiana (DC) | PPE                    | 11 583 767 | 32,96 | 26      | 3,49       | 3                           |
|                        | Partito Socialista Italiano (PSI) | SOC                    | 3 940 445  | 11,21 | 9       | 0,18       | Stabile                     |
|                        | Movimento Sociale Italiano - Destra Nazionale (MSI-DN)                                                                                      | GDE                    | 2 274 556  | 6,47  | 5       | 1,02       | 1                           |
|                        | Partito Liberale Italiano - Partito Repubblicano Italiano (PLI-PRI) - Partito Liberale Italiano (PLI) - Partito Repubblicano Italiano (PRI) | LD                     | 2 140 501  | 6,09  | 5 3 2   | 0,10       | Stabile · Stabile · Stabile |
|                        | Partito Socialista Democratico Italiano (PSDI)                                                                                              | SOC                    | 1 225 462  | 3,49  | 3       | 0,83       | 1                           |
|                        | Partito Radicale (PR) | NI                     | 1 199 876  | 3,41  | 3       | 0,26       | Stabile                     |
|                        | Democrazia Proletaria (DP) | ARC                    | 506 753    | 1,44  | 1       | 0,72       | Stabile                     |
|                        | Südtiroler Volkspartei (SVP)2 | PPE                    | 198 220    | 0,56  | 1       | Stabile    | Stabile                     |
|                        | Federalismo - Europa dei Popoli3 | ARC                    | 193 430    | 0,55  | 1       | 0,08       | 1                           |
|                        | Liga Veneta - Unione per l'Europa Federalista (ŁV)                                                                                          | –                      | 164 115    | 0,47  | -       | nuovo      | nuovo                       |
| Totale                 | Totale | Totale                 | 35 141 553 | 100   | 81      |            |                             |
| Schede bianche e nulle | Schede bianche e nulle | Schede bianche e nulle | 1 928 093  | 5,20  |         |            |                             |
| Votanti                | Votanti | Votanti                | 37 069 626 | 82,47 |         |            |                             |
| Elettori               | Elettori | Elettori               | 44 948 253 |       |         |            |                             |

1 All'interno delle liste del PCI furono candidati esponenti del PDUP; fu eletta Luciana Castellina. Sei mesi dopo il PDUP confluì nel PCI e nel suo gruppo.

2 La SVP era collegata alla Democrazia Cristiana.

3 Con la lista Federalismo fu eletto un candidato del Partito Sardo d'Azione.